# Troglarmadillo cavernae
Troglarmadillo cavernae is een pissebed uit de familie Armadillidae. De wetenschappelijke naam van de soort is voor het eerst geldig gepubliceerd in 1957 door Alceste Arcangeli.